# The Shadow Returns
The Shadow Returns este un film american regizat de Phil Rosen. Protagoniștii filmului sunt Kane Richmond, Barbara Read și Tom Dugan. Prezintă personajul The Shadow, deja un erou popular de romane și al unei emisiuni radio. A fost primul dintr-o serie de trei filme lansate de Monogram Pictures în 1946, cu Richmond în acest rol.
Detectivul privat Lamont Cranston (Richmond) intervine pentru a rezolva un caz de crimă pentru poliție, cu ajutorul alter ego-ului său, The Shadow.